# Max Norman
Max Norman ist ein britischer Musikproduzent und Toningenieur, der vor allem für seine Arbeit im Metal- und Hardrock-Bereich bekannt wurde.

## Werdegang
Norman wurde vor allem durch seine Arbeit an Ozzy Osbournes Solodebüt Blizzard of Ozz bekannt. Hier war er zunächst nur als Toningenieur eingeplant, ersetzte aber nach einer Woche den Produzenten Chris Tsangarides, mit dem Osbourne unzufrieden war. Auch die nächsten vier Alben Osbournes produzierte Norman. 1982 arbeitete er für Y&T und produzierte deren Album Black Tiger. Anfang der 1990er-Jahre war er für Megadeth tätig und nahm, nachdem er bereits bei Rust in Peace das Abmischen übernahm, mit der Band 1992 Countdown to Extinction und 1994 Youthanasia auf. Daher ist er auch im Home-Video Evolver zu sehen, ein Making-of von Youthanasia.
Auch für die Melodycore-Band Strung Out und die New-Wave-Band Orchestral Manoeuvres in the Dark war Norman aktiv. Zudem betätigte er sich als Live-Mischer für Bands wie Uriah Heep oder Motörhead. Inzwischen ist er nicht mehr im Musikbereich tätig, sondern arbeitet in der Computerbranche.
2021 wurde bekannt, dass Norman doch wieder als Produzent und Toningenieur arbeitet: Zurzeit (Stand: April 2021) mischt er das von ihm produzierte Album von Lita Ford.

## Diskografie

### Produktion
- Ozzy Osbourne – Blizzard of Ozz, Diary of a Madman, Bark at the Moon, Tribute, Speak of the Devil
- Megadeth – Countdown to Extinction, Hidden Treasures, Youthanasia
- Death Angel – Act III
- Savatage – Power of the Night
- Loudness – Thunder in the East, Lightning Strikes, Soldier of Fortune
- Lizzy Borden – Visual Lies
- Concrete Jungle – Wear and Tear
- Coney Hatch – Outta Hand, Friction, Best of Three
- The Tubes – What Do You Want From Live
- Ian Hunter – All of the Good Ones Are Taken
- Y&T – Black Tiger
- Ian Thomas – Riders on Dark Horses
- Armored Saint – Delirious Nomad
- Dirty Looks – Cool from the Wire, Five Easy Pieces
- Malice – Licence to Kill
- Grim Reaper – Rock You to Hell
- Rough House – Rough House
- Phantom Blue – Built to Perform
- Dangerous Toys – Dangerous Toys
- Lynch Mob – Wicked Sensation
- 220 Volt – Eye to Eye
- Mind Bomb – Mind Bomb
- Bangalore Choir – On Target
- Trash – Burnin Rock
- Vendetta – Vendetta

### Mix und Engineering
- Ozzy Osbourne – Blizzard of Ozz
- Megadeth – Rust in Peace
- Fates Warning – No Exit, Perfect Symmetry
- Bad Company – Rough Diamonds
- Strung Out – Suburban Teenage Wasteland Blues
- Orchestral Manoeuvres in the Dark – Organisation
- Dirty Looks – Chewing on the Bit